# Domingo Pérez de Granada
Domingo Pérez de Granada este un municipiu din Spania, situat în provincia Granada. Are o populație de 862 de locuitori.